# Elementarmathematik
Unter dem Begriff Elementarmathematik (auch elementare Mathematik genannt) werden im Pendant zur höheren Mathematik diejenigen Teilgebiete der Mathematik zusammengefasst, die sich mit so genannten elementaren mathematischen Begriffen und Strukturen beschäftigen, wobei keine einheitliche Begriffsdefinition existiert. Elementarmathematik besitzt historisch gesehen eine lange Tradition, kann teilweise dem Bereich der Schulmathematik und dem Elementarbereich zugeordnet werden und spielt weiterhin eine Rolle in einzelnen Lehramtsstudiengängen.

## Begriff
Charakteristisch für die Elementarmathematik ist die relativ hohe Anschaulichkeit der einzelnen Inhalte, wobei auch Erfahrungen aus dem Alltag oder der Physik einfließen können. In der zweiten Hälfte des 19. Jahrhunderts wurde das Prädikat „elementar“ synonym verwendet für Begriffe wie „grundlegend“, „frei von Grenzübergängen“, „einfach“, „elegant“ oder auch „primitiv“. Heute werden diejenigen Inhalte zur Elementarmathematik gezählt, die sich mit „einfachen Grundbegriffen unter Nutzung spezieller Methoden“ beschäftigen. Sie beinhaltet im Wesentlichen grundlegende Sätze, Aussagen und Axiome sowie darauf aufbauende Gedankengänge, die teilweise nicht auf strengen, axiomatischen Beweisen fußen, sondern mit einfachen logischen Hilfsmitteln hergeleitet werden können. Andererseits sind die so definierten Elemente gleichzeitig durchaus abstrakt, da sie den Charakter von Strukturmodellen besitzen wie beispielsweise die Darstellung von Vektoren durch Pfeile. Eine genaue Abgrenzung des Begriffs existiert jedoch nicht.
Die Inhalte der Elementarmathematik werden insbesondere im Rahmen des Mathematikunterrichts behandelt, weswegen der Begriff teilweise mit „Schulmathematik“ assoziiert wird.
Elementarmathematik wird vereinzelt auch als universitärer Studiengang im Zusammenhang mit einem Lehramtsstudium für Grund-, Haupt- und Realschule angeboten, bei dem neben mathematischen Inhalten auch didaktische Aspekte einfließen, und bildet unter anderem die Grundlage für technische Studiengänge.

## Geschichte
Die Geschichte der Elementarmathematik ist eng mit der Geschichte der Mathematik verknüpft. Sie umfasst sowohl die Schriften des Papyrus Rhind sowie Erkenntnisse namhafter Mathematiker und Philosophen wie Platon, Aristoteles und Euklid. Als historische Schriften gelten beispielsweise die Die Elemente von Euklid, Arithmetica von Diophantos und die Rechenbücher des Mittelalters. Hanfried Lenz zählt hierzu auch die Éléments de mathématique von Nicolas Bourbaki aus dem 20. Jahrhundert.

## Gebiete
Einschlägige Literatur führt unter Elementarmathematik folgende Bereiche auf, wobei die Sortierung teilweise uneinheitlich erfolgt:
- Rechnen und Arithmetik
- Elementare Algebra
- Analysis
- Proportionen und Gleichungen
- Geometrie (ebene, räumliche, analytische und sphärische Geometrie)
- Trigonometrie (ebene und sphärische Trigonometrie)

Thematisiert werden jeweils grundlegende mathematische Zusammenhänge wie beispielsweise Zahlen, Grundrechenarten, Bruchrechnen, Potenzen und Wurzeln, Logarithmen, Reihen, Symmetrie, elementare Funktionen und Ähnliches. Weiterhin finden sich hier auch angewandte Ansätze zur Modellierung wie Probleme aus dem täglichen Leben beispielsweise die „Zinseszinsrechnung“ und die Unterhaltungsmathematik sowie Überlegungen zur Kombinatorik und Wahrscheinlichkeitsrechnung.